# Łukasz Piszczek
Łukasz Piotr Piszczek (pronunciado /ˈwukaʂ ˈpʲiʂt͡ʂɛk/ (escucharⓘ); Czechowice-Dziedzice, Polonia, 3 de junio de 1985) es un exfutbolista polaco que jugaba como defensa. Su último equipo fue el LKS Goczałkowice-Zdrój de la 3 Liga - Gruppe 3 de Polonia. También fue internacional absoluto con Polonia entre 2007 y 2019, con la que disputó una Copa Mundial (2018) y tres Eurocopas (2008, 2012 y 2016). Actualmente es asistente técnico de Nuri Şahin en el Borussia Dortmund de Alemania.

## Biografía
Piszczek, que juega de defensa aunque a veces actúa de centrocampista, empezó su carrera profesional en las categorías inferiores del Gwarek Zabrze. Poco después un equipo alemán se fijó en él, el Hertha de Berlín, y lo fichó para incorporarlo a los equipos juveniles del club.
En 2004 el equipo alemán decidió cederlo al Zagłębie Lubin para que el jugador ganara experiencia. Con este equipo ya formó parte de la primera plantilla y debutó en la Ekstraklasa el 16 de octubre de 2004. En la temporada 05-06 el Zagłębie Lubin realizó una buena temporada y acabó tercero en Liga, título que conquistaría la temporada siguiente gracias en parte a los doce goles que marcó Piszczek. Su equipo también realizó buenas actuaciones en la Copa de Polonia, llegando a dos finales (2005 y 2006).
El 9 de mayo de 2007 el club se vio envuelto en un escándalo por amaño de partidos y fue descendido a la segunda división (Druga Liga Polska). Fue entonces cuando Łukasz Piszczek regresó a su club, el Hertha de Berlín.
En su primera temporada en la 1. Bundesliga no disfrutó de muchas oportunidades, aunque al final de la temporada disputó los 9 últimos partidos como titular. Su primer gol en el campeonato lo marcó el 26 de abril en un partido contra el Hannover 96
El 19 de mayo de 2010 tras haber quedado como jugador libre, fue fichado por el Borussia Dortmund con un contrato hasta junio de 2013, compartiendo vestuario de esta manera con sus compatriotas y también internacionales polacos Jakub Błaszczykowski y Robert Lewandowski. Realizó su debut por el Dortmund el 19 de agosto como titular frente al FK Qarabağ por el partido de ida de la cuarta ronda previa de la Liga Europa de la UEFA 2010-11. En el encuentro asistió a Lucas Barrios para que anotara el 3-0 transitorio y el partido terminó en victoria por 4-0 para su equipo. Tras iniciar como suplente, la lesión de Patrick Owomoyela le dio la posibilidad de asentarse como el lateral derecho titular en el equipo dirigido por el alemán Jürgen Klopp. El 30 de abril de 2011 participó como titular en la victoria por 2-0 sobre el Nurnberg en el Signal Iduna Park, resultado que los coronó como campeón de la Bundesliga 2010-11 nueve años después de su última liga, a falta de dos fechas por jugar. El Dortmund consiguió el primer lugar de la Bundesliga con 75 puntos, superando por 7 puntos al segundo lugar, el Bayer Leverkusen; además el equipo logró clasificar a la Liga de Campeones de la UEFA 2011-12. En la Bundesliga, Piszczek disputó 33 partidos y colaboró con 6 asistencias, totalizando 41 partidos en todas las competiciones disputadas esa temporada (Copa de Alemania, Bundesliga y Liga Europea de la UEFA).
Comenzó la temporada 2011-12 disputando el 23 de julio como titular el partido por la Supercopa de Alemania frente a su eterno rival Schalke 04, en el cual perdieron por 3-4 a penales tras empatar sin goles en el tiempo reglamentario. Tres días después, firmó una extensión de contrato que le mantendrá en el club hasta junio de 2016. El 13 de septiembre disputó su primer partido en la Liga de Campeones de la UEFA frente al Arsenal F.C. como local por la primera jornada de la fase de grupos, encuentro que terminó 1-1. El 24 de septiembre anotó su primer gol por el Dortmund en la reñida victoria por 1-2 sobre el Maguncia 05 por la séptima fecha de la Bundesliga, donde lograron remontar el marcador tras ir perdiendo y Piszcek le dio la victoria a su equipo en el último minuto del encuentro. El 29 de octubre volvió a marcar tras asistencia de Shinji Kagawa en el empate a 1 con el VfB Stuttgart. El 25 de marzo de 2012 anotó su tercer gol en la temporada en la goleada por 1-6 sobre el 1. F. C. Köln, aportando además con dos asistencias. El 14 de abril en el denominado Derbi del Ruhr anotó el empate transitorio frente al Schalke 04, encuentro que acabaría en victoria por 1-2. La jornada siguiente el Borussia se consagró por segunda temporada consecutiva como campeón de la Bundesliga tras vencer por 2-0 al Borussia Monchengladbach, restando dos fechas por disputar. El Dortmund marcó un récord en la historia de la Bundesliga al ser el campeón con más puntos de la historia al haber obtenido 81 puntos en 34 partidos, ocho puntos más que su más cercano perseguidor, el Bayern de Múnich. Conseguirían cerrar la temporada logrando un histórico doblete tras vencer el 12 de mayo en la final de la Copa de Alemania al Bayern de Múnich por 5-2, donde aportó con una asistencia a Robert Lewandowski para que anotara el quinto gol. Piszczek fue uno de los más regulares de la plantilla, disputando 32 partidos en la Bundesliga con 4 goles anotados, destacándose por su incorporación al ataque como lateral derecho. Debido a su buen rendimiento ha estado en la agenda de grandes clubes europeos, como el Real Madrid. En total disputó 45 encuentros entre todas las competiciones de la temporada 2011-12.
El 12 de agosto disputó el primer trofeo de la temporada 2012-13 frente al Bayern de Múnich por la Supercopa de Alemania siendo titular, pero no pudo evitar la derrota por 2-1 en el Allianz Arena. El 25 de septiembre anotó su primer gol en la temporada en el empate a 3 con el Eintracht Frankfurt por la quinta jornada de la Bundesliga, donde además asistió en el segundo gol a Marco Reus. El 30 de marzo de 2013 frente al VfB Stuttgart ingresó a los 24 minutos por el lesionado Marcel Schmelzer, anotando la apertura del marcador cinco minutos después. A los 82 minutos propició la asistencia para que Robert Lewandowski marcara el 1-2 final, siendo la figura del encuentro. Lamentablemente no lograrían revalidar el título de la Bundesliga tras culminar en el segundo lugar a 25 puntos del Bayern de Múnich, equipo que además les eliminaría en cuartos de final de la Copa de Alemania tras vencerles por 1-0. Esa misma temporada Piszczek fue titular indiscutido en la Liga de Campeones de la UEFA participando en 12 de los 13 encuentros disputados, competición a la cual consiguieron llegar hasta la final. Esta tuvo lugar el 25 de mayo en el mítico Estadio de Wembley con Piszczek participando como titular de lateral derecho, pero fueron derrotados por el Bayern de Múnich por 2-1 luego que Arjen Robben marcara el gol definitivo a los 89 minutos del partido. Finalizada la temporada 2012-13, Piszczek disputó 46 partidos, siendo 29 de estos encuentros de la Bundesliga donde anotó 2 goles. 
Posterior a la final de la Liga de Campeones de la UEFA fue sometido a una cirugía de cadera debido a una dolencia que le venía afectando hace un tiempo, la cual lo tendría por 5 meses fuera de las canchas. Durante su ausencia, el 27 de julio el Dortmund se proclamó campeón de la Supercopa de Alemania venciendo al Bayern de Múnich por 4-2. Realizó su regreso a las canchas el 23 de noviembre en la derrota por 0-3 frente al Bayern de Múnich, ingresando a los 79 minutos por Sven Bender. Tras su retorno logra recuperar la titularidad, anotando el 14 de diciembre en el empate a 2 con el Hoffenheim. El 19 de abril de 2014 marca su segundo gol en la temporada 2013-14 en la victoria por 4-2 sobre el Maguncia 05. Dos semanas después vuelve a anotar en la victoria por 3-2 sobre el Hoffenheim. Al igual que la temporada anterior, el Dortmund terminó en la segunda posición de la Bundesliga 2013-14, a 19 puntos del Bayern de Múnich que se consagró campeón nuevamente. En la Copa de Alemania lograron avanzar hasta la final, donde fueron derrotados por 0-2 por el Bayern en tiempo extra, con Piszczek disputando todo el encuentro. En Bundesliga disputó 19 encuentros anotando 3 goles, una cantidad de partidos bastante inferior a sus anteriores temporadas, debido a la operación a la que fue sometido antes de iniciar el campeonato.
Comenzó la temporada 2014-15 actuando como titular el 13 de agosto frente al Bayern de Múnich por la Supercopa de Alemania 2014. El Dortmund lograría alzarse como campeón tras vencer por 2-0, y Piszczek propició la asistencia para el segundo gol marcado por Pierre Emerick Aubameyang. En la Liga de Campeones lograrían culminar primeros en el Grupo D junto al Arsenal. Sin embargo esto no se vería reflejado en la Bundesliga donde terminada la primera mitad de temporada, el equipo llegaría a ubicarse sorpresivamente en puestos de descenso. Una vez iniciada la segunda parte de la temporada, el Dortmund logra recuperarse futbolísticamente escapando de los últimos lugares de la tabla, mientras que Piszczek se mantendría participando activamente como el lateral derecho del equipo.

## Selección nacional
Fue internacional con la Selección de fútbol de Polonia en 66 ocasiones y ha marcado 3 goles. Su debut como internacional se produjo el 3 de febrero de 2007 en un partido amistoso ante Estonia que acabó en victoria por 0-4. Posteriormente fue nominado para disputar algunos partidos de las clasificatorias a la Eurocopa 2008. Aunque no vio acción en ninguno, Polonia logró la clasificación a la fase final de la competencia resultando líder del grupo A con 28 puntos.

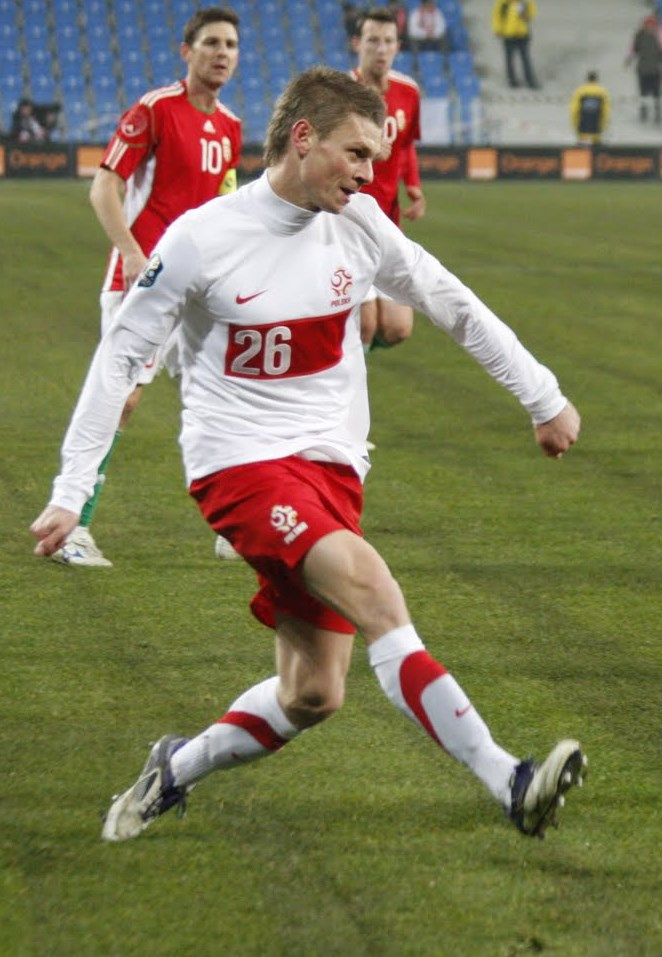
Piszczek disputando un partido con Polonia en 2011.

Aunque disputó algunos encuentros amistosos previos, en junio de 2008 no fue incluido en la nómina de 23 jugadores para la Eurocopa de Austria y Suiza. Sin embargo, el 6 de junio fue convocado por el seleccionador Leo Beenhakker a última hora para sustituir al lesionado Jakub Błaszczykowski.  Disfrutó de unos minutos en esa competición en el primer partido contra Alemania que acabó en derrota por 2-0, tras reemplazar a los 65 minutos a Wojciech Łobodziński. Posteriormente se lesionó el tobillo en un entrenamiento previo al segundo encuentro frente a Austria, lo que le impidió disputar el resto del certamen. Su selección acabaría en el último lugar del Grupo B con solo una unidad.
El 6 de septiembre del mismo año realizó su debut en las eliminatorias al Mundial de Sudáfrica 2010 actuando como titular en el empate 1-1 con Eslovenia. Cuatro días después fue nuevamente titular en la victoria por 0-2 sobre San Marino. Sin embargo, durante el año 2009 fue citado de manera discontinua a la selección debido a sus lesiones que no le permitieron tener mayor regularidad en su club, mientras que el rendimiento de su selección a lo largo de las eliminatorias no fue el óptimo, quedando ubicados en el quinto puesto del Grupo 3 sin posibilidades de acceder al Mundial.
Con la llegada de Franciszek Smuda como director técnico de la selección polaca en 2010, Piszczek lograría finalmente hacerse con la titularidad de cara a lo que sería la Eurocopa 2012 a disputarse en su país y en Ucrania. El 29 de julio de 2011 la Asociación Polaca de Fútbol suspendió por seis meses a Piszczek de la selección nacional debido a un escándalo de corrupción durante un partido frente al KS Cracovia  en 2006, en el cual no jugó. Sin embargo, en septiembre del mismo año su suspensión fue cancelada y pudo volver a ser convocado a la selección.
El 27 de mayo de 2012 fue confirmado en la lista de 23 convocados para disputar la Eurocopa 2012. En el encuentro inaugural frente a Grecia, Piszczek tuvo una destacada actuación tras propiciar una asistencia a Robert Lewandowski para que anotara el 1-0 parcial, pero el partido acabaría 1-1. Volvió a ser titular en el segundo partido de la fase de grupos frente a Rusia, en el cual lograrían conseguir otro empate 1-1. De esta manera llegaron dependiendo de sí mismos para clasificar a cuartos de final al último partido de la fase de grupos frente a República Checa, pero acabarían derrotados por 0-1 lo que consumaría su eliminación del torneo al acabar en el último lugar del Grupo A con solo 2 unidades.
Debido al fracaso en la Eurocopa, Smuda renunció y fue sustituido por Waldemar Fornalik en la banca de la selección polaca con miras a las eliminatorias al Mundial de Brasil 2014. Bajo esta nueva dirección técnica, Piszczek se mantuvo como jugador clave de su seleccionado. El 22 de marzo de 2013 anotó su primer gol internacional en la derrota por 1-3 en las eliminatorias frente a Ucrania. Cuatro días después anotó su segundo gol en la goleada por 5-0 sobre San Marino. Tras ser sometido a una operación en la cadera en junio del mismo año, estuvo fuera de las canchas por 5 meses, ausentándose de las últimas fechas de Eliminatorias en las que Polonia culminaría sin poder clasificar al Mundial tras ubicarse en la cuarta ubicación del grupo H.

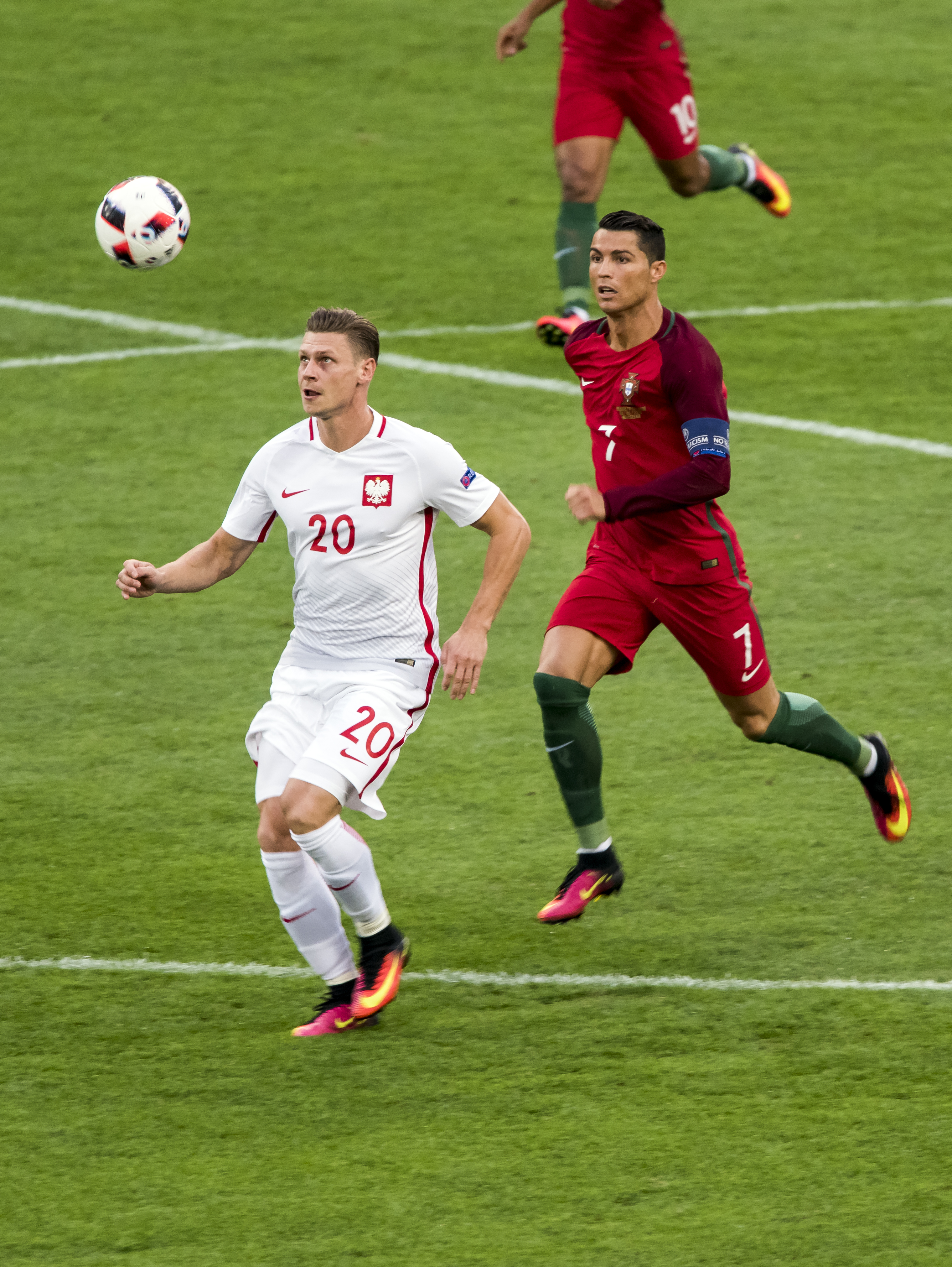
Piszczek contra Cristiano Ronaldo en el partido entre Polonia y Portugal, durante la Eurocopa 2016.

El 11 de octubre de 2014 participó como titular en la histórica victoria por 2-0 sobre el vigente campeón del mundo Alemania en un encuentro válido por las Clasificatorias a la Eurocopa 2016. Piszczek tuvo un rendimiento destacado, asistiendo a Arkadiusz Milik para la apertura del marcador. Polonia lograría realizar una buena campaña durante la fase de clasificación, logrando acceder a la Eurocopa 2016 tras terminar en el segundo puesto del Grupo D. Pisczek fue titular en los siete partidos que disputó en la fase clasificatoria.
El 30 de mayo de 2016 fue incluido por Adam Nawałka en la nómina de 23 jugadores para disputar la Eurocopa 2016 realizada en Francia. El 12 de junio fue titular en el primer partido frente a Irlanda del Norte que acabaría en victoria por 1-0, siendo este resultado histórico ya que significó la primera victoria polaca en la historia de la competición. En el certamen disputó cuatro de los cinco encuentros que jugó su selección, todos como titular. Polonia acabaría siendo eliminada de la competición en cuartos de final frente a Portugal, que finalmente saldría campeón. El encuentro terminó 1 a 1 en los noventa minutos reglamentarios, y tras la prórroga se definió mediante tanda de penales, donde los portugueses se impondrían por 3-5.
El 26 de marzo de 2017 marcó el gol decisivo en la victoria por 1-2 sobre Montenegro, en un encuentro válido por la fase de clasificación del Mundial de Rusia 2018. Con 9 partidos disputados y una anotación, contribuyó a que su selección lograra clasificar a la competición después de 12 años, tras terminar en el primer lugar del grupo E.
Jugó su primer mundial en Rusia 2018. Pero la selección de Polonia quedó eliminada en la primera fase. Tras la eliminación, anuncia su retirada del seleccionado nacional. En noviembre de 2019 volvió con el combinado nacional para jugar un último partido ante Eslovenia en la última jornada de la clasificación para la Eurocopa 2020.

### Participaciones en Eurocopas
| Eurocopa      | Sede             | Resultado        |
| ------------- | ---------------- | ---------------- |
| Eurocopa 2008 | Austria, Suiza   | Primera fase     |
| Eurocopa 2012 | Polonia, Ucrania | Primera fase     |
| Eurocopa 2016 | Francia          | Cuartos de final |

### Partidos internacionales
Actualizado hasta el 8 de octubre de 2017.
| 1     | 3 de febrero de 2007     | Estadio Municipal de Chapín, Jerez de la Frontera, España | Estonia        | 0-4      | Polonia           |   | Amistoso                           |
| 2     | 22 de agosto de 2007     | Estadio Olímpico Luzhnikí, Moscú, Rusia                   | Rusia          | 2-2      | Polonia           |   | Amistoso                           |
| 3     | 26 de marzo de 2008      | Estadio de Silesia, Chorzów, Polonia                      | Polonia        | 0-3      | Estados Unidos    |   | Amistoso                           |
| 4     | 8 de junio de 2008       | Wörtherseestadion, Klagenfurt, Austria                    | Alemania       | 2-0      | Polonia           |   | Eurocopa 2008                      |
| 5     | 6 de septiembre de 2008  | Stadion Oporowska, Breslavia, Polonia                     | Polonia        | 1-1      | Eslovenia         |   | Clasificatorias a Sudáfrica 2010   |
| 6     | 10 de septiembre de 2008 | Estadio Olímpico, Serravalle, San Marino                  | San Marino     | 0-2      | Polonia           |   | Clasificatorias a Sudáfrica 2010   |
| 7     | 29 de mayo de 2010       | Estadio Municipal de Kielce, Kielce, Polonia              | Polonia        | 0-0      | Finlandia         |   | Amistoso                           |
| 8     | 2 de junio de 2010       | Kufstein Arena, Kufstein, Austria                         | Serbia         | 0-0      | Polonia           |   | Amistoso                           |
| 9     | 4 de septiembre de 2010  | Estadio Widzew Łódź, Łódź, Polonia                        | Polonia        | 1-1      | Ucrania           |   | Amistoso                           |
| 10    | 7 de septiembre de 2010  | Estadio Henryk Reyman, Cracovia, Polonia                  | Polonia        | 1-2      | Australia         |   | Amistoso                           |
| 11    | 9 de octubre de 2010     | Soldier Field, Chicago, Estados Unidos                    | Estados Unidos | 2-2      | Polonia           |   | Amistoso                           |
| 12    | 12 de octubre de 2010    | Estadio Saputo, Montreal, Canadá                          | Ecuador        | 2-2      | Polonia           |   | Amistoso                           |
| 13    | 17 de noviembre de 2010  | Estadio Municipal de Poznań, Poznań, Polonia              | Polonia        | 3-1      | Costa de Marfil   |   | Amistoso                           |
| 14    | 9 de febrero de 2011     | Estadio Algarve, Faro, Portugal                           | Polonia        | 1-0      | Noruega           |   | Amistoso                           |
| 15    | 25 de marzo de 2011      | Estadio S. Darius y S. Girėnas, Kaunas, Lituania          | Lituania       | 2-0      | Polonia           |   | Amistoso                           |
| 16    | 29 de marzo de 2011      | AEL FC Arena, Larisa, Grecia                              | Grecia         | 0-0      | Polonia           |   | Amistoso                           |
| 17    | 5 de junio de 2011       | Estadio del Ejército Polaco, Varsovia, Polonia            | Polonia        | 2-1      | Argentina         |   | Amistoso                           |
| 18    | 9 de junio de 2011       | Estadio del Ejército Polaco, Varsovia, Polonia            | Polonia        | 0-1      | Francia           |   | Amistoso                           |
| 19    | 11 de octubre de 2011    | BRITA-Arena, Wiesbaden, Alemania                          | Polonia        | 2-0      | Bielorrusia       |   | Amistoso                           |
| 20    | 11 de noviembre de 2011  | Estadio Municipal de Breslavia, Breslavia, Polonia        | Polonia        | 0-2      | Italia            |   | Amistoso                           |
| 21    | 15 de noviembre de 2011  | Estadio Municipal de Poznań, Poznań, Polonia              | Polonia        | 2-1      | Hungría           |   | Amistoso                           |
| 22    | 29 de febrero de 2012    | Estadio Nacional de Varsovia, Varsovia, Polonia           | Polonia        | 0-0      | Portugal          |   | Amistoso                           |
| 23    | 26 de mayo de 2012       | Wörtherseestadion, Klagenfurt, Austria                    | Polonia        | 1-0      | Eslovaquia        |   | Amistoso                           |
| 24    | 2 de junio de 2012       | Estadio del Ejército Polaco, Varsovia, Polonia            | Polonia        | 4-0      | Andorra           |   | Amistoso                           |
| 25    | 8 de junio de 2012       | Estadio Nacional de Varsovia, Varsovia, Polonia           | Polonia        | 1-1      | Grecia            |   | Eurocopa 2012                      |
| 26    | 12 de junio de 2012      | Estadio Nacional de Varsovia, Varsovia, Polonia           | Polonia        | 1-1      | Rusia             |   | Eurocopa 2012                      |
| 27    | 16 de junio de 2012      | Estadio Municipal de Breslavia, Breslavia, Polonia        | Polonia        | 0-1      | República Checa   |   | Eurocopa 2012                      |
| 28    | 15 de agosto de 2012     | A. Le Coq Arena, Tallin, Estonia                          | Estonia        | 1-0      | Polonia           |   | Amistoso                           |
| 29    | 7 de septiembre de 2012  | Estadio Pod Goricom, Podgorica, Montenegro                | Montenegro     | 2-2      | Polonia           |   | Clasificatorias a Brasil 2014      |
| 30    | 11 de septiembre de 2012 | Estadio Municipal de Breslavia, Breslavia, Polonia        | Polonia        | 2-0      | Moldavia          |   | Clasificatorias a Brasil 2014      |
| 31    | 17 de octubre de 2012    | Estadio Nacional de Varsovia, Varsovia, Polonia           | Polonia        | 1-1      | Inglaterra        |   | Clasificatorias a Brasil 2014      |
| 32    | 14 de noviembre de 2012  | PGE Arena, Gdansk, Polonia                                | Polonia        | 1-3      | Uruguay           |   | Amistoso                           |
| 33    | 22 de marzo de 2013      | Estadio Nacional de Varsovia, Varsovia, Polonia           | Polonia        | 1-3      | Ucrania           |   | Clasificatorias a Brasil 2014      |
| 34    | 26 de marzo de 2013      | Estadio Nacional de Varsovia, Varsovia, Polonia           | Polonia        | 5-0      | San Marino        |   | Clasificatorias a Brasil 2014      |
| 35    | 5 de marzo de 2014       | Estadio Nacional de Varsovia, Varsovia, Polonia           | Polonia        | 0-1      | Escocia           |   | Amistoso                           |
| 36    | 6 de junio de 2014       | PGE Arena, Gdansk, Polonia                                | Polonia        | 2-1      | Lituania          |   | Amistoso                           |
| 37    | 11 de octubre de 2014    | Estadio Nacional de Varsovia, Varsovia, Polonia           | Polonia        | 2-0      | Alemania          |   | Clasificatorias a la Eurocopa 2016 |
| 38    | 14 de octubre de 2014    | Estadio Nacional de Varsovia, Varsovia, Polonia           | Polonia        | 2-2      | Escocia           |   | Clasificatorias a la Eurocopa 2016 |
| 39    | 14 de noviembre de 2014  | Estadio Borís Paichadze, Tiflis, Georgia                  | Georgia        | 0-4      | Polonia           |   | Clasificatorias a la Eurocopa 2016 |
| 40    | 13 de junio de 2015      | Estadio Nacional de Varsovia, Varsovia, Polonia           | Polonia        | 4-0      | Georgia           |   | Clasificatorias a la Eurocopa 2016 |
| 41    | 4 de septiembre de 2015  | Commerzbank-Arena, Fráncfort del Meno, Alemania           | Alemania       | 3-1      | Polonia           |   | Clasificatorias a la Eurocopa 2016 |
| 42    | 8 de octubre de 2015     | Hampden Park, Glasgow, Escocia                            | Escocia        | 2-2      | Polonia           |   | Clasificatorias a la Eurocopa 2016 |
| 43    | 11 de octubre de 2015    | Estadio Nacional de Varsovia, Varsovia, Polonia           | Polonia        | 2-1      | Irlanda           |   | Clasificatorias a la Eurocopa 2016 |
| 44    | 13 de noviembre de 2015  | Estadio Nacional de Varsovia, Varsovia, Polonia           | Polonia        | 4-2      | Islandia          |   | Amistoso                           |
| 45    | 23 de marzo de 2016      | Estadio Municipal de Poznań, Poznań, Polonia              | Polonia        | 1-0      | Serbia            |   | Amistoso                           |
| 46    | 1 de junio de 2016       | PGE Arena, Gdansk, Polonia                                | Polonia        | 1-2      | Países Bajos      |   | Amistoso                           |
| 47    | 12 de junio de 2016      | Allianz Riviera, Niza, Francia                            | Polonia        | 1-0      | Irlanda del Norte |   | Eurocopa 2016                      |
| 48    | 16 de junio de 2016      | Stade de France, Saint-Denis, Francia                     | Alemania       | 0-0      | Polonia           |   | Eurocopa 2016                      |
| 49    | 25 de junio de 2016      | Stade Geoffroy-Guichard, Saint-Étienne, Francia           | Suiza          | 0-0 4-5p | Polonia           |   | Eurocopa 2016                      |
| 50    | 30 de junio de 2016      | Stade Vélodrome, Marsella, Francia                        | Polonia        | 1-1 3-5p | Portugal          |   | Eurocopa 2016                      |
| 51    | 4 de septiembre de 2016  | Astana Arena, Astana, Kazajistán                          | Kazajistán     | 2-2      | Polonia           |   | Clasificatorias a Rusia 2018       |
| 52    | 8 de octubre de 2016     | Estadio Nacional de Varsovia, Varsovia, Polonia]          | Polonia        | 3-2      | Dinamarca         |   | Clasificatorias a Rusia 2018       |
| 53    | 11 de noviembre de 2016  | Arena Națională, Bucarest, Rumania                        | Rumania        | 0-3      | Polonia           |   | Clasificatorias a Rusia 2018       |
| 54    | 26 de marzo de 2017      | Estadio Pod Goricom, Podgorica, Montenegro                | Montenegro     | 1-2      | Polonia           |   | Clasificatorias a Rusia 2018       |
| 55    | 10 de junio de 2017      | Estadio Nacional de Varsovia, Varsovia, Polonia]          | Polonia        | 3-1      | Rumania           |   | Clasificatorias a Rusia 2018       |
| 56    | 1 de septiembre de 2017  | Parken Stadion, Copenhague, Dinamarca                     | Dinamarca      | 4-0      | Polonia           |   | Clasificatorias a Rusia 2018       |
| 57    | 4 de septiembre de 2017  | Estadio Nacional de Varsovia, Varsovia, Polonia]          | Polonia        | 3-0      | Kazajistán        |   | Clasificatorias a Rusia 2018       |
| 58    | 5 de octubre de 2017     | Estadio Republicano Vazgen, Ereván, Armenia               | Armenia        | 1-6      | Polonia           |   | Clasificatorias a Rusia 2018       |
| 59    | 8 de octubre de 2017     | Estadio Nacional de Varsovia, Varsovia, Polonia           | Polonia        | 4-2      | Montenegro        |   | Clasificatorias a Rusia 2018       |
| Total |                          |                                                           | Presencias     | 59       | Goles             | 3 |                                    |

## Clubes
Actualizado al último partido disputado el 22 de mayo de 2021.
| Club                      | Temporada        | Liga             | Liga  | Liga  | Copa  | Copa  | Europa | Europa | Otros | Otros | Total | Total |
| Club                      | Temporada        | División         | Part. | Goles | Part. | Goles | Part.  | Goles  | Part. | Goles | Part. | Goles |
| ------------------------- | ---------------- | ---------------- | ----- | ----- | ----- | ----- | ------ | ------ | ----- | ----- | ----- | ----- |
| Zagłębie Lubin (préstamo) | 2004-05          | Ekstraklasa      | 11    | 2     | 12    | 4     | —      | —      | —     | —     | 23    | 6     |
| Zagłębie Lubin (préstamo) | 2005-06          | Ekstraklasa      | 28    | 1     | 8     | 1     | —      | —      | —     | —     | 36    | 2     |
| Zagłębie Lubin (préstamo) | 2006-07          | Ekstraklasa      | 30    | 11    | 2     | 1     | 2      | 0      | 5     | 1     | 39    | 13    |
| Zagłębie Lubin (préstamo) | Total            | Total            | 69    | 14    | 22    | 6     | 2      | 0      | 5     | 1     | 98    | 21    |
| Hertha Berlín             | 2007-08          | Bundesliga       | 24    | 1     | 2     | 0     | —      | —      | —     | —     | 26    | 1     |
| Hertha Berlín             | 2008-09          | Bundesliga       | 13    | 0     | 2     | 0     | 4      | 3      | —     | —     | 19    | 3     |
| Hertha Berlín             | 2009-10          | Bundesliga       | 31    | 2     | 2     | 0     | 9      | 1      | —     | —     | 42    | 3     |
| Hertha Berlín             | Total            | Total            | 68    | 3     | 6     | 0     | 13     | 4      | —     | —     | 87    | 7     |
| Borussia Dortmund         | 2010-11          | Bundesliga       | 33    | 0     | 1     | 0     | 7      | 0      | —     | —     | 41    | 0     |
| Borussia Dortmund         | 2011-12          | Bundesliga       | 32    | 4     | 6     | 0     | 6      | 0      | 1     | 0     | 45    | 4     |
| Borussia Dortmund         | 2012-13          | Bundesliga       | 29    | 2     | 4     | 0     | 12     | 0      | 1     | 0     | 46    | 2     |
| Borussia Dortmund         | 2013-14          | Bundesliga       | 19    | 3     | 4     | 0     | 6      | 0      | 0     | 0     | 29    | 3     |
| Borussia Dortmund         | 2014-15          | Bundesliga       | 22    | 0     | 2     | 0     | 5      | 0      | 1     | 0     | 30    | 0     |
| Borussia Dortmund         | 2015-16          | Bundesliga       | 20    | 0     | 6     | 1     | 12     | 1      | 0     | 0     | 38    | 2     |
| Borussia Dortmund         | 2016-17          | Bundesliga       | 25    | 5     | 5     | 0     | 9      | 0      | 0     | 0     | 39    | 5     |
| Borussia Dortmund         | 2017-18          | Bundesliga       | 24    | 0     | 1     | 0     | 5      | 0      | 1     | 0     | 31    | 0     |
| Borussia Dortmund         | 2018-19          | Bundesliga       | 20    | 1     | 1     | 0     | 5      | 0      | —     | —     | 26    | 1     |
| Borussia Dortmund         | 2019-20          | Bundesliga       | 29    | 1     | 2     | 0     | 6      | 0      | 1     | 0     | 38    | 1     |
| Borussia Dortmund         | 2020-21          | Bundesliga       | 11    | 0     | 4     | 0     | 3      | 1      | 1     | 0     | 19    | 1     |
| Borussia Dortmund         | Total            | Total            | 264   | 16    | 36    | 1     | 76     | 1      | 6     | 0     | 382   | 18    |
| Total de carrera          | Total de carrera | Total de carrera | 401   | 33    | 64    | 7     | 91     | 5      | 11    | 1     | 567   | 46    |

## Palmarés

### Títulos nacionales
| Título                 | Club              | País     | Año     |
| ---------------------- | ----------------- | -------- | ------- |
| Liga de Polonia        | Zagłębie Lubin    | Polonia  | 2007    |
| Bundesliga de Alemania | Borussia Dortmund | Alemania | 2010-11 |
| Bundesliga de Alemania | Borussia Dortmund | Alemania | 2011-12 |
| Copa de Alemania       | Borussia Dortmund | Alemania | 2011-12 |
| Supercopa de Alemania  | Borussia Dortmund | Alemania | 2013    |
| Supercopa de Alemania  | Borussia Dortmund | Alemania | 2014    |
| Copa de Alemania       | Borussia Dortmund | Alemania | 2016-17 |
| Supercopa de Alemania  | Borussia Dortmund | Alemania | 2019    |
| Copa de Alemania       | Borussia Dortmund | Alemania | 2021    |